# Чхампхан
Чхампха́н (кор. 參判, 참판; МФА: [tɕʰampʰan]) або Агьо́н (кор. 亞卿, 아경, МФА: [agjoŋ]) — віце-міністр, заступник голови міністерства в уряді корейської династії Чосон. Як посада започаткована 1432 року. Допомагав міністру в роботі роботи міністерства. В системі чиновницьких рангів Чосону займав 2 молодший ранг.